# Tarzan dans la préhistoire
Tarzan dans la préhistoire (Tarzan the Terrible) est un roman d'Edgar Rice Burroughs paru en 1921. C'est le huitième roman de la série Tarzan. Il fut publié pour la première fois en tant que roman-feuilleton dans le magazine Argosy All-Story Weekly entre le 12 février et le 26 mars 1921 avant d'être rassemblé en roman et édité chez A. C. McClurg (en) en juin 1921.

## Résumé
Deux mois sont passés depuis la conclusion du précédent roman, Tarzan l'Indomptable, dans lequel Tarzan a passé de nombreux mois à errer à travers l’Afrique, cherchant à se venger de ceux qu'il croyait avoir assassiné Jane. A la fin de ce roman, Tarzan apprend que tout était une ruse et qu’elle était toujours en vie.
En tentant de retrouver Jane, Tarzan arrive dans une vallée cachée du nom de Pal-ul-don remplie de dinosaures. La vallée abrite également deux races adverses de créatures ressemblant à des humains : les Ho-don à la peau blanche et sans poils et les Waz-don à la peau noire et poilus. Tarzan se lie d’amitié avec un guerrier Ho-don et le chef des Waz-don, entraînant des relations inhabituelles. Dans ce nouveau monde, Tarzan devient un captif mais il impressionne tant ses ravisseurs par ses exploits et ses talents qu’ils le nomment "Tarzan-Jad-Guru" (Tarzan le Terrible).
Ayant été amenée ici par son ravisseur allemand, il s’avère que Jane est détenue captive dans Pal-ul-don. Elle devient la pièce maîtresse d’une lutte de pouvoir religieux jusqu’à ce qu’elle réussisse à fuir en entraînant son ravisseur avec elle. Celui-ci devient alors dépendant d’elle en raison de son manque de savoir sur les techniques de survie dans la jungle.
Avec l’aide d’alliés, Tarzan continue de poursuivre sa bien-aimée. Le succès semble être au-delà de son atteinte, jusqu’à ce que Jane et lui soient sauvés par leur fils Korak dans le dernier chapitre.

## Éditions

### Éditions originales
- Titre : Tarzan the Terrible
- Parution en magazine : Argosy All-Story Weekly, 12 février au 26 mars 1921
- Parution en livre : A.C.McClurg & Co., 1921

### Éditions françaises en périodique
- Tarzan le Terrible, "Hop-là", no 37 à 83 (1939)

### Éditions françaises en livre
- 1941 : Tarzan le terrible (Hachette)
- 1970 : Tarzan dans la préhistoire (Édition Spéciale)
- 1986 : Tarzan dans la préhistoire (Néo)
- 1994 : Tarzan le terrible (Bibliothèque Verte)

## Adaptations

### Bande dessinée
Le livre a été adapté en bande dessinée par Gold Key Comics en Tarzan n°166-167 (juillet–septembre 1968), avec un scénario de Gaylord DuBois et les dessins de Russ Manning.